# Earthship

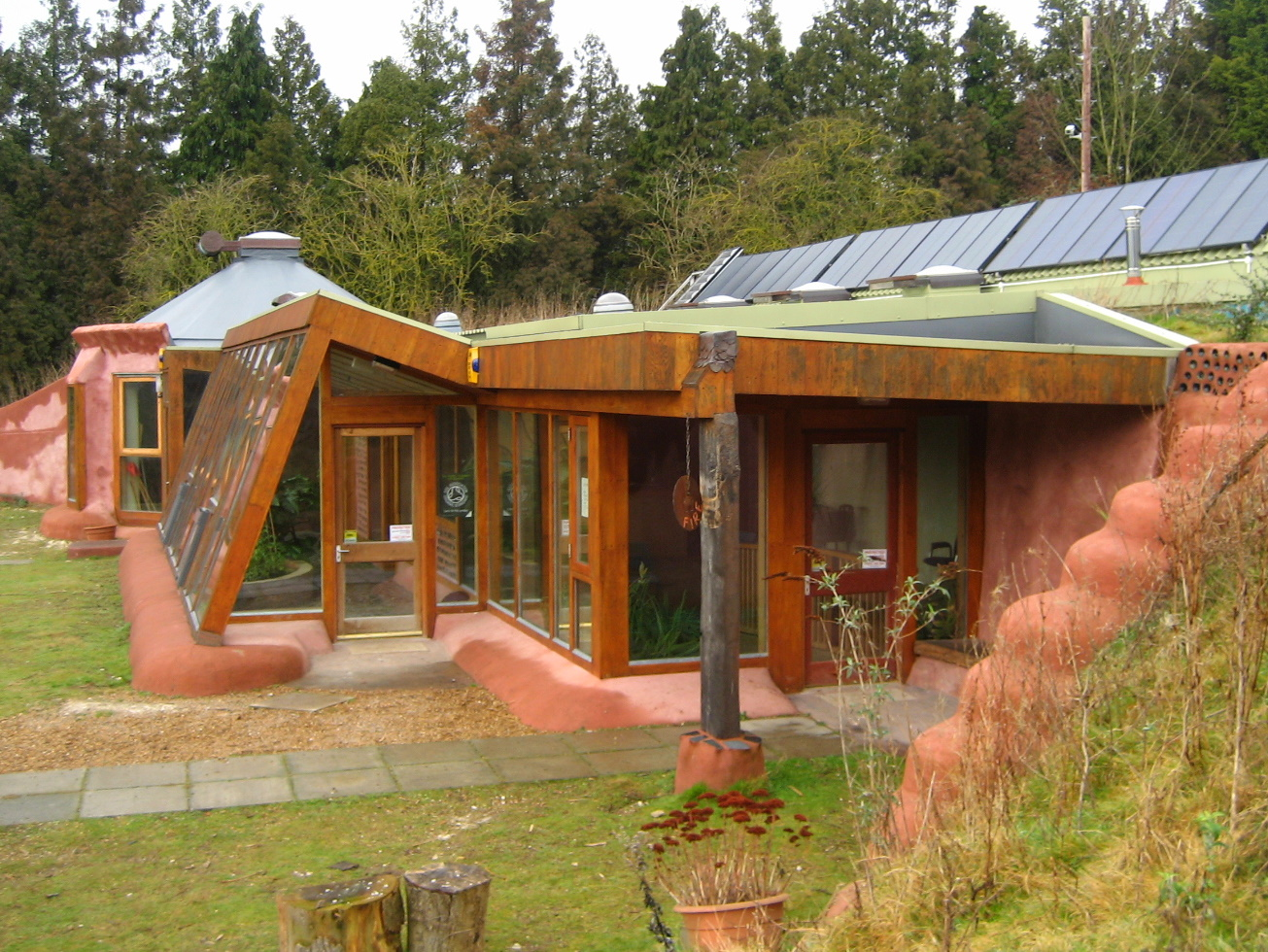
Earthship in Brighton

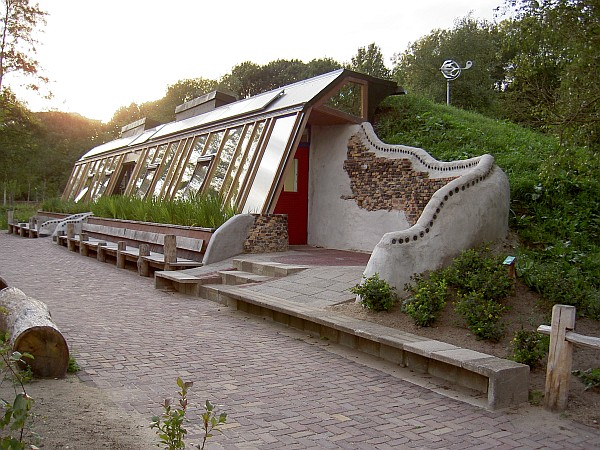
Het Earthship in Zwolle

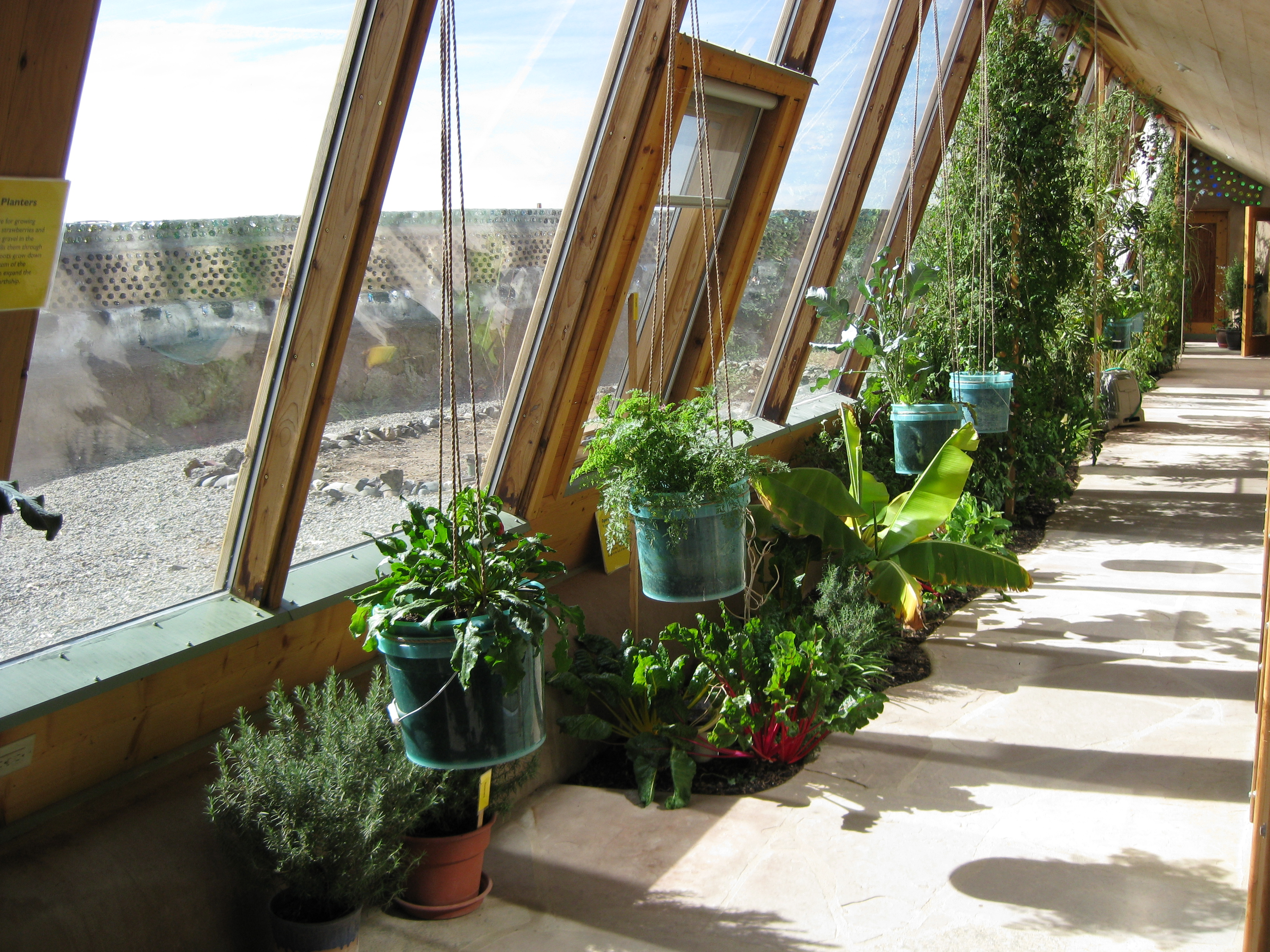
Interieur direct achter de façade

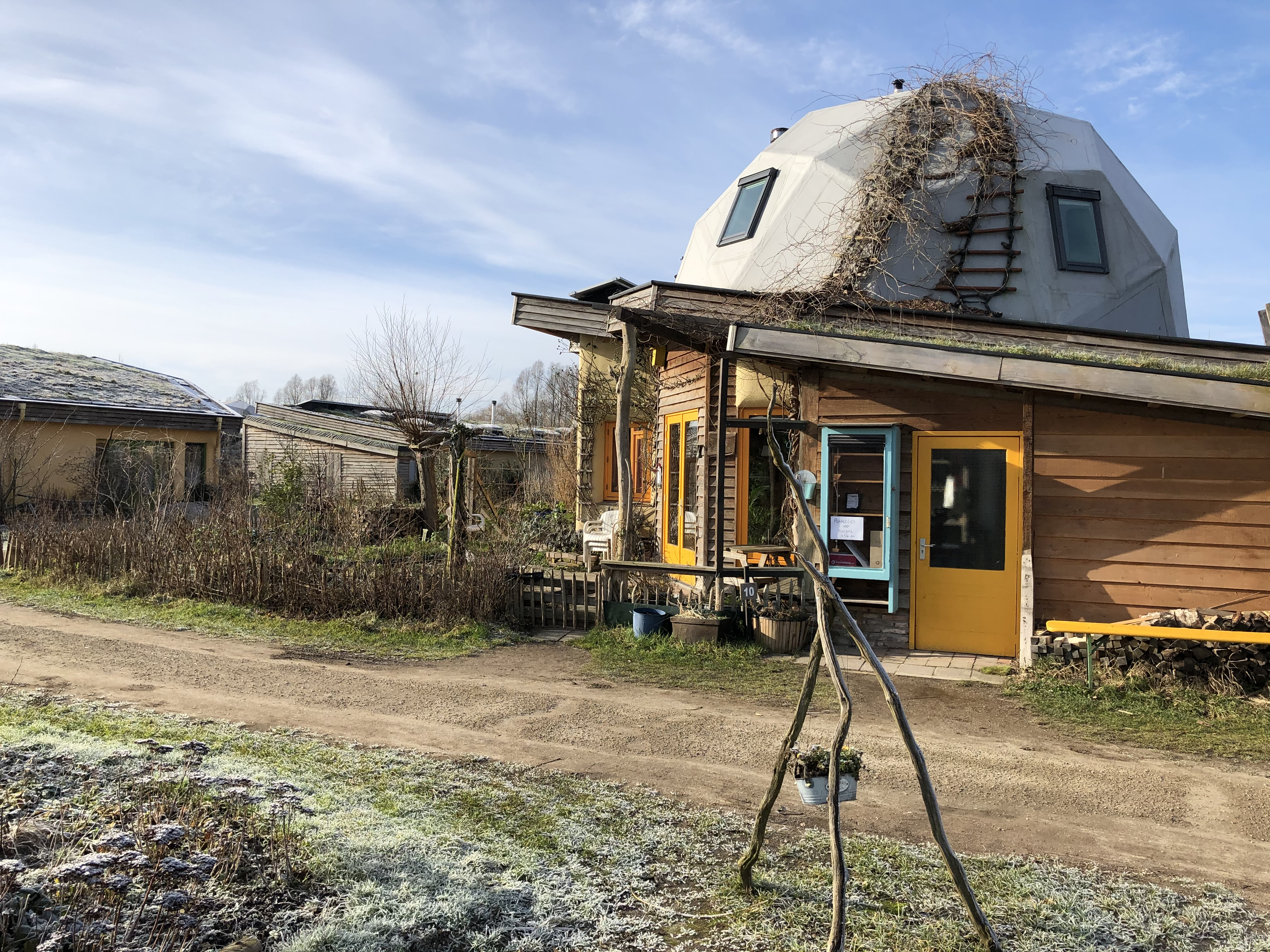
Aardehuis in Olst

Een earthship (aardeschip) is een gebouw dat gemaakt is van natuurlijke of afgedankte materialen dat overwegend in zijn eigen energiebehoefte en water kan voorzien; dergelijke gebouwen worden wel autonoom genoemd.
Een kenmerkend element zijn autobanden volgestampt met aarde, meestal geschikt in U- of hoefijzervormige modules. Elke band wordt handmatig gevuld met aarde en aangestampt met een voorhamer. Vensters aan de zonnige kant laten licht en warmte binnen. De opening van de U vorm wijst naar de zon, zodat het gebouw in de koude maanden het maximum aan zonlicht vangt. Een earthship is ontworpen om samen te werken met de omgeving.
Niet-dragende binnenmuren zijn vaak blikjesmuren, muren gemaakt met gerecycleerde blikjes (of flessen) als bouwstenen. De muren worden doorgaans dik gepleisterd met adobe, leem of kalk. Het dak wordt zwaar geïsoleerd.
Het concept 'earthship' is bedacht door de Amerikaan Michael Reynolds die sinds 1969 als architect praktiseerde en na het verliezen van zijn officiële vergunning de term biotecture bedacht. Reynolds is in 1971 begonnen met het op radicale wijze inzetten van hergebruikt materiaal. De documentaire Garbage Warrior uit 2007 heeft sterk bijgedragen aan de populariteit van Reynolds en het earthship concept.

## Nederland
De Nederlandse regelgeving, met name het Bouwbesluit en de Woningwet, werpt enige formaliteiten op die een earthship in zijn uiterste consequenties in de weg staan. Woonhuizen zijn in Nederland verplicht aan te sluiten op de nutsbedrijven voor wat betreft riolering, water, en elektra. Dit is ook het geval als het huis geheel zelfvoorzienend kan functioneren. Met medewerking van de overheden is daar voor de aardehuizen in Olst, zie hieronder, op een aantal punten vrijstelling voor verleend.
Toch worden ook in Nederland earthships gebouwd: In 2009 was het eerste earthship in Nederland gereed in Zwolle (dat is overigens geen woonhuis maar een theeschenkerij).
In het najaar van 2011 werd begonnen met de bouw van een woonwijk van 23 aardehuizen (op earthship geïnspireerde woningen) langs de spoorlijn in Olst, die in 2015 gereed kwamen. Drie van deze woningen zijn huurwoningen, de overige 20 zijn koopwoningen. Hier wonen 23 gezinnen. Daarnaast is een gemeenschapshuis gebouwd, met een gemeenschappelijke en deels publieke functie. Deze wijk wordt gebouwd als CPO-project door de bewoners zelf met medewerking van professionals en circa 1500 vrijwilligers uit binnen- en buitenland. Een van de initiatiefnemers is Paul Hendriksen. De aardehuizen zijn niet aangesloten op riolering, gas en waterleiding. De fecaliën worden gecomposteerd en het grijze water gezuiverd via een helofytenfilter. Water wordt opgepompt en gezuiverd tot drinkwater. De woningen worden verwarmd via passieve zonnewarmte (grote ramen op het zuiden), zonnecollectoren, houtkachels en warmtepompen. De aardehuizen zijn aangesloten op het elektriciteitsnet, maar voor een groot deel zelfvoorzienend dankzij zonnepanelen en produceren netto meer elektriciteit dan ze verbruiken over een heel jaar.
Sinds de jaren 20 van de 21e eeuw zijn de bewoners van de aardehuizen in Olst hun houtkachels aan het herzien; hoewel zij in zonnige winters slechts één en in donkere winters slechts twee kubieke meter hout verstoken, heeft voortschrijdend inzicht op het gebied van de uitstoot van CO2 en fijnstof en de daarbij behorende gezondheidsaspecten van houtkachels bewoners bewogen richting het installeren en gebruiken van warmtepompen. Enkele aardehuizen zijn anno 2022 al voorzien van een warmtepomp.